# Mikaela Wulff
Mikaela „Miksu“ Wulff (* 24. April 1990 in Helsinki) ist eine finnische Segelsportlerin.

## Erfolge
Die Finnlandschwedin Mikaela Wulff segelt für Helsingfors Segelsällskap. Sie nahm an den Olympischen Spielen 2012 in London mit Silja Kanerva als Crewmitglied von Rudergängerin Silja Lehtinen in der Bootsklasse Elliott 6m teil. In der im Match Race ausgetragenen Regatta qualifizierte sich das finnische Boot als Fünfter der Gruppenphase für das Viertelfinale. Nach einem Sieg gegen das US-amerikanische Boot unterlagen die Finninnen Australien, setzten sich im abschließenden Duell um die Bronzemedaille aber gegen Russland durch. Im selben Jahr wurde sie in dieser Bootsklasse mit Lehtinen und Kanerva Weltmeisterin. Sie wechselte im Anschluss in die Bootsklasse 49erFX.
Die Sportredaktion von Svenska Yle wählte sie 2020 auf die „Liste von 50 bedeutenden Sportlern im schwedischsprachigen Finnland“.